# 馬韋斯山
47°15′40″N 9°24′15″E / 47.2612°N 9.40416°E

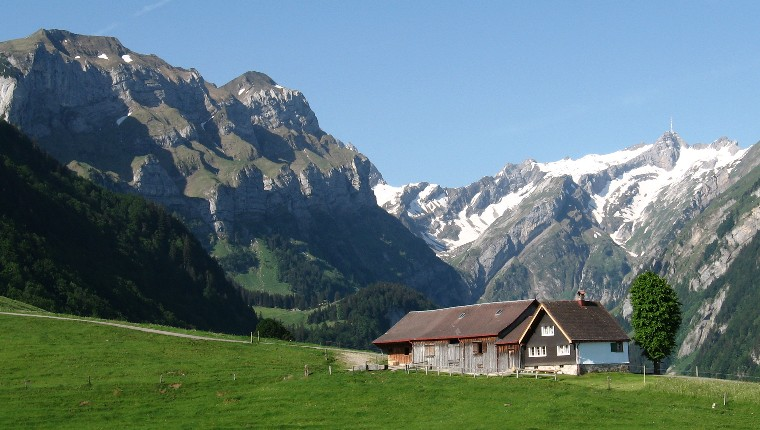

馬韋斯山（德語：Marwees），是瑞士的山峰，位於該國東北部，由內阿彭策爾州負責管轄，屬於阿爾卑斯坦山脈的一部分，距離洪德施泰因山0.9公里，海拔高度2,056米，每年平均降雨量1,954毫米。